# Federazione di rugby a 15 della Grecia
La Federazione Rugby XV della Grecia (in greco: Ελληνική Ομοσπονδία Ράγκμπι; in inglese: Hellenic Rugby Union) è l'organo che governa il rugby a 15 in Grecia.